# Julia Grimpe
Julia Grimpe (* 27. November 1969 in Bremen) ist eine deutsche Schauspielerin.

## Leben
Grimpe absolvierte am Bühnenstudio der Darstellenden Künste Hamburg eine vierjährige Schauspielausbildung. Im Anschluss spielte sie an der Schaubühne Berlin und am Renaissance-Theater in Berlin und hatte ihr erstes Engagement am Schauspiel Köln. Im Jahr 1988 hatte sie in Viel Lärm um nichts ihre erste Fernsehrolle.
1993 spielte Grimpe eine Hauptrolle in dem auf einem Roman beruhenden Fernsehfilm Die Bombe tickt. Es folgte eine Hauptrolle im Mehrteiler Gefährliche Sehnsucht. Von 1994 bis 1997 arbeitete sie weiter am Schauspiel Köln. Es folgten Theaterengagements am Düsseldorfer Schauspielhaus, am Deutschen Schauspielhaus Hamburg und an der Berliner Schaubühne.
Von 2000 bis 2004 spielte Grimpe die Rolle der Paula Busch in der Sat.1-Serie Für alle Fälle Stefanie. Von 2003 bis 2010 verkörperte sie in der ZDF-Serie Forsthaus Falkenau die Rolle der ehemaligen Studentin Anna, die später mit dem Förstersohn Markus eine Familie gründete und dann Bürgermeisterin von Küblach wurde. Von September 2019 (Folge 3233) bis September 2020 (Folge 3446) war sie als Linda Baumgartner, geb. Saalfeld in der ARD-Telenovela Sturm der Liebe zu sehen.
Grimpe wohnt in Berlin. Neben ihrer Muttersprache Deutsch spricht sie auch Englisch und Französisch.

## Filmografie
- 1988: Viel Lärm um Nichts
- 1990: Second Hand
- 1993: Die Bombe tickt
- 1994: Alles außer Mord (Fernsehserie, 1 Folge)
- 1997: Tatort: Willkommen in Köln (Fernsehreihe)
- 1998: All About Alice
- 1999: Mordkommission (Fernsehserie, Folge: Mord auf der Go-Kart-Bahn)
- 1999: Stadtklinik (Fernsehserie, 3 Folgen)
- 2000: Der letzte Zeuge (Fernsehserie, Folge: Der Weg zur Hölle)
- 2000–2004: Für alle Fälle Stefanie (Fernsehserie)
- 2001: Alphateam – Die Lebensretter im OP (Fernsehserie, 1 Folge)
- 2001: Offroad.TV (Fernsehserie, 1 Folge)
- 2001: Samt und Seide (Fernsehserie, 4 Folgen)
- 2003: Wilde Engel (Fernsehserie, Folge: Grossmanns Koffer)
- 2003–2004: Die Rettungsflieger (Fernsehserie)
- 2003–2010: Forsthaus Falkenau (Fernsehserie, 118 Folgen)
- 2004: Wolffs Revier (Fernsehserie, Folge: An einem Tag im Mai)
- 2009–2011: Notruf Hafenkante (Fernsehserie, 2 Folgen, verschiedene Rollen)
- 2009: Bittere Kirschen (Kurzfilm)
- 2010: Rosamunde Pilcher – Im Zweifel für die Liebe (Fernsehserie)
- 2010: SOKO Wismar (Fernsehserie, Folge: Schusslinie)
- 2013: Wiederholungstäter (Kurzfilm)
- 2014: Die Rosenheim-Cops (Fernsehserie, Folge: Der Tod kommt im Flug)
- 2014: Mein Lover, sein Vater und ich!
- 2017: In aller Freundschaft – Die jungen Ärzte (Fernsehserie, Folge: Jugendlieben)
- 2019–2020: Sturm der Liebe (Fernsehserie, 214 Folgen)

## Hörspiele
- 1999: Joseph Roth: Hiob (Vega) – Regie: Robert Matejka (Hörspiel – MDR)